# Шен-Пак'є
Шен-Пак'є (фр. Chêne-Pâquier) — громада  в Швейцарії в кантоні Во, округ Юра-Нор-Водуа.

## Географія
Громада розташована на відстані близько 60 км на захід від Берна, 29 км на північ від Лозанни.
Шен-Пак'є має площу 2,1 км², з яких на 5,3% дозволяється будівництво (житлове та будівництво доріг), 69,7% використовуються в сільськогосподарських цілях, 25% зайнято лісами, 0% не є продуктивними (річки, льодовики або гори).

## Демографія
2019 року в громаді мешкало 152 особи (+31% порівняно з 2010 роком), іноземців було 17,1%. Густота населення становила 72 осіб/км².
За віковим діапазоном населення розподілялося таким чином: 21,7% — особи молодші 20 років, 62,5% — особи у віці 20—64 років, 15,8% — особи у віці 65 років та старші. Було 54 помешкань (у середньому 2,8 особи в помешканні).
Із загальної кількості 45 працюючих 10 було зайнятих в первинному секторі, 20 — в обробній промисловості, 15 — в галузі послуг.